# Inbyn
för orten i Skellefteå kommun, se Inbyn, Skellefteå kommun
Inbyn är en by i Bodens kommun. Byn är utsträckt över 4 kilometer utmed länsväg 356. Den ligger cirka 16 kilometer nordost om Boden. Byn tillhör området Skatamark. Genom byn rinner vattendraget Skogsån som är en uppskattad kanotled med fina naturinslag.
Byns historia går tillbaka till 1400-talet. Tidigare fanns skogs och jordbruk i byn men det drivs inte längre något jordbruk där. Dock finns det lite djurhållning med hästar, får och nötkreatur men inte i större omfattning eller i kommersiellt syfte. Det finns en byalokal med föreningsliv. I anslutning till den finns en tennisplan och ett sommaröppet café.
Inbyn är till invånarantalet den största byn i Norrbyarna
En känd person från Inbyn är sångaren Kjell "Brolle" Wallmark.